# Katie Melua
Katie Melua, właśc. Ketevan Melua (gruz. ქეთევან მელუა; ur. 16 września 1984 w Kutaisi) – brytyjsko-gruzińska piosenkarka, autorka tekstów i gitarzystka.

## Życiorys

### Rodzina i edukacja
Urodziła się w 1984 w Kutaisi (ówczesnym ZSRR) jako córka Amirana i Tamary. Jej prababka mieszkała w Tuapse, a pradziadek przyjechał na początku XX wieku do Gruzji z Kanady, jednak później nie pozwolono wyjechać z kraju, ponieważ został oskarżony o szpiegostwo.
W rodzinie nazywana jest Ketino. Przez pierwsze lata życia mieszkała z dziadkami w Tbilisi, a w wieku czterech lat przeprowadziła się z rodzicami i młodszym bratem do Batumi, gdzie jej ojciec pracował w szpitalu jako kardiochirurg. W jednym z wywiadów przyznała, że dzieciństwo „wspomina jako bardzo biedne”, ponieważ „rodzina nie miała pieniędzy” i „brakowało wszystkiego”. Z powodu wojny domowej w Gruzji, w 1993 osiedliła się z rodziną w Belfaście, gdzie uczęszczała do szkoły podstawowej św. Katarzyny oraz college’u dominikańskiego w Fortwilliam, dzielnicy Belfastu. Kiedy miała 13 lat, przeniosła się z rodziną do Sutton w Londynie, a niedługo później przeprowadziła się do Redhill w hrabstwie Surrey. W 2008 zamieszkała w Maida Vale w dzielnicy Notting Hill. Zainspirowana wydarzeniami w Gruzji oraz chęcią niesienia pokoju na świecie, jako dziecko chciała być politykiem lub historykiem.

### Kariera zawodowa
W wieku 15 lat za interpretację utworu zespołu Badfinger „Without You” zajęła pierwsze miejsce w konkursie muzycznym Stars Up Their Noses organizowanym przez stację ITV. Niedługo później zaczęła naukę w szkole artystycznej BRIT School for the Performing Arts w London Borough of Croydon, a w trakcie nauki w szkole zaczęła pisać swoje pierwsze utwory. W wieku 17 lat zaczęła grać na gitarze. Podczas nauki w szkole poznała Mike’a Batta, który wkrótce został jej menedżerem i producentem. Batt poszukiwał wykonawcy, który potrafiłby śpiewać „jazz i blues w interesujący sposób”. Usłyszawszy utwór Meluy „Faraway Voice”, który ta napisała ku czci swojej muzycznej idolki, Evy Cassidy, zaoferował jej podpisanie kontraktu płytowego z wytwórnią muzyczną Dramatico.

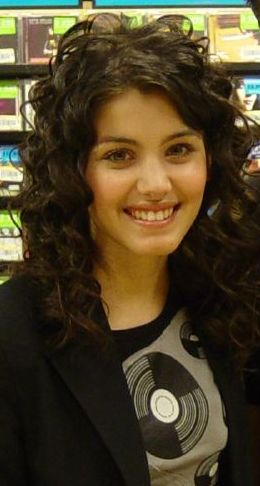
Melua (2004)

Na początku listopada 2003 wydała debiutancki album studyjny pt. Call Off the Search, z którym adotarł do pierwszego miejsca listy najczęściej kupowanych płyt w Wielkiej Brytanii, gdzie odebrała certyfikat sześciokrotnie platynowej płyty za sprzedaż w ponad 1,9 mln sztuk. Z albumem dotarła także na wysokie miejsca list sprzedaży w kilku innych krajach. Album promowała singlami: „The Closest Thing to Crazy”, „Crawling Up a Hill” i tytułową piosenką. W 2004 jako jedna z wokalistek supergrupy Band Aid 20 nagrała nową wersję utworu „Do They Know It’s Christmas?”, a dochód ze sprzedaży singla wsparł mieszkańców Etiopii w walce z głodem.
W marcu 2005 wystąpiła z zespołem Queen podczas koncertu charytatywnego ku czci Nelsona Mandeli z cyklu 46664 (granego na rzecz leczenia AIDS). Występ z muzykami grupy Queen uznała za „spełnienie marzeń z dzieciństwa”. Również w 2005 wydała pierwszy w dorobku album koncertowy pt. On the Road Again, zawierający zapis dźwiękowy i filmowy z jej koncertu zagranego w marcu w Fairfield Halls Croydon. W kwietniu odebrała nagrodę Echo za najlepszy debiut roku oraz statuetkę DVD Champion 2005 – Nagroda Artysty Muzycznego za płytę koncertową. We wrześniu 2005 wydała album pt. Piece by Piece, z którym zadebiutowała na pierwszym miejscu listy najczęściej kupowanych płyt w Norwegii oraz dotarła na szczyt list sprzedaży m.in. w Polsce i kilku innych krajach Europy. Album promowała singlem „Nine Million Bicycles”, który stał się jednym z jej największych przebojów oraz został uznany największym przebojem w historii muzyki przez czytelników magazynu „Watch and Listen”. Niedługo po premierze utworu pisarz i naukowiec Simon Singh uznał tekst piosenki za „nieoddający prawdziwych wyników badań astrofizyków oraz je kwestionujący”, na co Melua odpowiedziała nagraniem nowej wersji hitu, tym razem zawierającym prawdziwe dane naukowe, a także stwierdzeniem, że „teksty piosenek to ekspresja pewnych uczuć, a nie traktat naukowy. Muzyka rządzi się swoimi zasadami, nie potrzebuje pytać naukowców o zgodę na każdy wers piosenki”. Na pozostałe single z płyty wybrała: „Spider’s Web”, „It’s Only Pain”, „Shy Boy” i „I Cried for You”. Na ostatnim singlu umieściła też własną wersję utworu zespołu The Cure „Just Like Heaven”, którą nagrała na potrzeby ścieżki dźwiękowej do filmu Jak w niebie (2005).
W 2006 wystąpiła w Operze Leśnej w Sopocie jako support przed koncertem Eltona Johna, a także trafiła do Księgi Rekordów Guinnessa jako artystka, która zagrała najgłębszy podwodny koncert – występ odbył się w stacji pod platformą wiertniczą Statoil Troll A, umieszczoną 303 m pod powierzchnią Morza Północnego przy wybrzeżu Norwegii, a zapis filmowy z koncertu został wydany na album pt. Concert Under the Sea z czerwca 2007

To był zdecydowanie najbardziej surrealistyczny koncert, jaki kiedykolwiek dałam. Sam zjazd windą na dół trwał osiem minut. Na pewno zapamiętam to do końca życia.

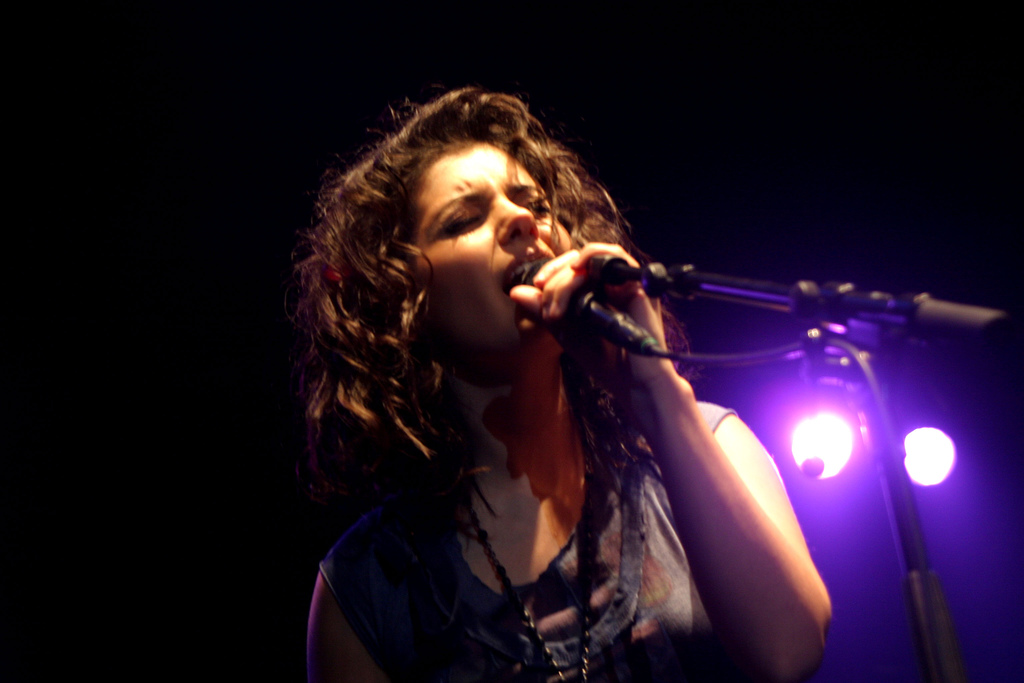
Melua podczas koncertu w ramach Festiwalu Jazzowego Morza Północnego, 2007

W lipcu 2007 wystąpiła w Hamburgu w ramach serii koncertów Live Earth, a w październiku wydała album pt. Pictures, który nagrała z perkusjonalistą Rayem Cooperem oraz Irlandzką Orkiestrą Filmową. Był to jednocześnie ostatni album, którego producentem był Batt. Album promowała singlami: „If You Were a Sailboat”, „If the Lights Go Out” i „Ghost Town”. Początkowo trzecim singlem promującym płytę miała być piosenka „What I Miss About You”, napisana we współpracy z Andreę McEwan, która została także współautorką innego numeru z krążka – „Dirty Dice”. Na krążku umieściła także m.in. cover piosenki „In My Secret Life” z repertuaru Leonarda Cohena oraz utwór „Mary Pickford (Used to Ear Roses)”, który napisała w hołdzie aktorce kina niemego Mary Pickford. Na rozszerzonej wersji albumu umieściła też odświeżoną aranżację piosenki Prince’a „Under the Cherry Moon”.
W maju 2008 wydała swój drugi album koncertowy pt. iTunes Live: Berlin Festival. W tym samym roku została ambasadorką marki odzieżowej Eric Bompard W 2009 wydała album koncertowy pt. Live at the O2 Arena, zawierający zapis dźwiękowy z koncertu w O2 Arena.
Pod koniec maja 2010 album studyjny pt. The House, którego producentem został William Orbit. Płytę promowała singlami: „A Happy Place”, „The Flood” i „To Kill You with a Kiss” (na płycie jako „I’d Love To Kill You”). Z albumem dotarła do czołówki listy najczęściej kupowanych płyt w wielu krajach, m.in. dotarła do pierwszego miejsca notowania w Polsce i Szwajcarii; w obu krajach uzyskał status platynowej płyty za sprzedaż.
W drugiej połowie 2010 zdiagnozowano u niej załamanie nerwowe, spowodowane przepracowaniem, dlatego lekarze zalecili jej poddanie się hospitalizacji oraz przerwę w trasie koncertowej. W związku z chorobą terminy wszystkich zaplanowanych koncertów wokalistki zostały przeniesione na kolejny rok. 

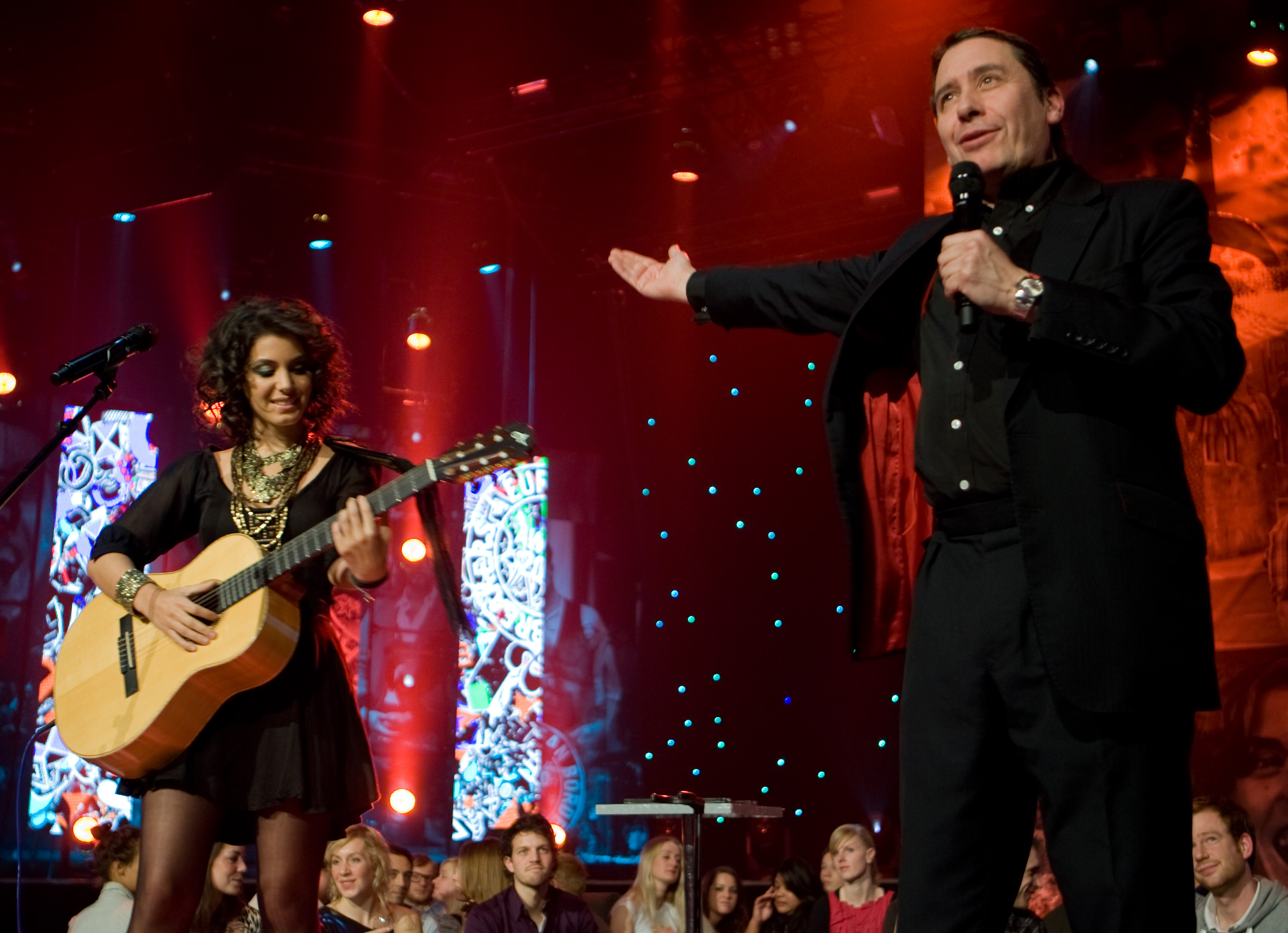
Melua i Jools Holland podczas występu na gali European Border Breakers Awards, 2011

W 2011 wydała minialbum pt. Tour 2011, zawierający cztery nagrania zarejestrowane w trakcie prób do występów podczas trasy koncertowej, a także reklamowała markę samochodową Opel. W marcu 2012 wydała album pt. Secret Symphony, który nagrała z Bettem. Album dotarł do pierwszego miejsca listy najczęściej kupowanych albumów w Polsce, gdzie dodatkowo zdobył certyfikat platynowej płyty. Płytę promowała singlami: „Better Than a Dream”, „Moonshine” i „The Wall of the World”. We wrześniu 2013 wydała album pt. Ketevan, który promowała singlami „The Love I’m Frightened Of” i „I'll Be There”. Niedługo potem zakończyła współpracę z dotychczasowymi współpracownikami, dzięki czemu zaczęła odkrywać nowe kierunki muzyczne. W marcu 2015 zagrała koncert w łódzkiej Atlas Arenie w ramach koncertowego cyklu Night of the Proms – Classic Meets Pop.
14 października 2016 wydała siódmy album pt. In Winter, którą nagrała we współpracy z gruzińskim chórem żeńskim Gori. Jak przyznała w wywiadzie dla serwisu muzycznego JazzSoul.pl, zespół poznała za pośrednictwem aplikacji Spotify, dodała też, w tym czasie „musiała spędzić sporo czasu, by sama odkryć [świetne pomysły na to, jak nagrywać i pisać poprawnie piosenki]”. Sam album opisała jako „pełnię emocji zimowego czasu, myśli o domu, kiedy jesteś imigrantem przenoszącym się z Gruzji do Wielkiej Brytanii”.
1 lutego 2024 do sieci trafił teledysk  z piosenką "End of Summer" autorstwa Katie Meluy. Utwór jest anglojęzyczną wersją piosenki "Koniec Lata" z filmu "Chłopi"

## Inspiracje

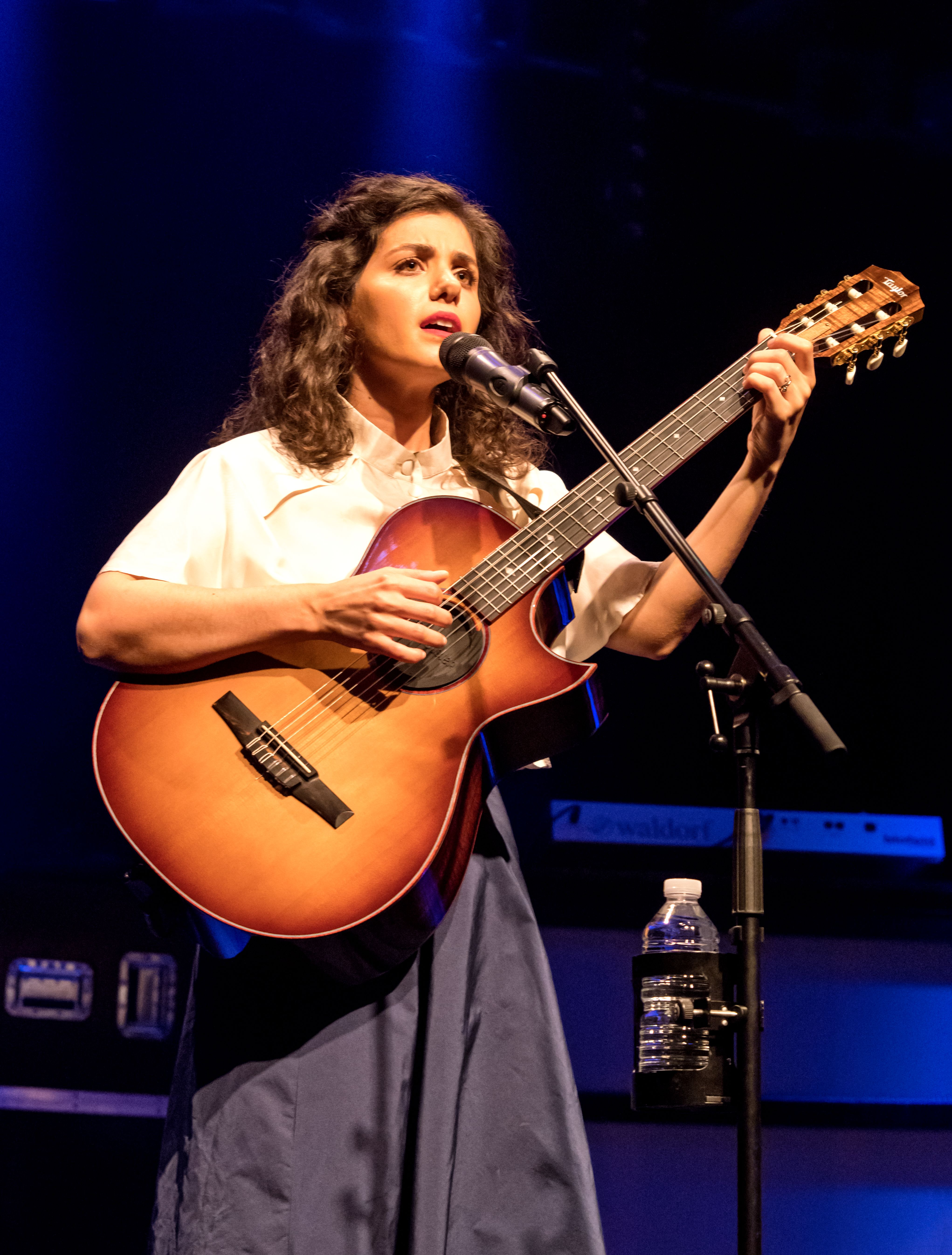
Melua na Zelt-Musik-Festival we Fryburgu Bryzgowijskim (2016)

Do swoich muzycznych inspiracji zalicza artystów, takich jak m.in.: Philip Glass, Paul Simon, Eva Cassidy, Freddie Mercury, Nina Simone i Ella Fitzgerald.

## Życie prywatne
Należy do Gruzińskiego Kościoła Prawosławnego. Przed ukończeniem 21. roku życia posiadała trzy obywatelstwa: radzieckie i gruzińskie oraz brytyjskie, które przyjęła w sierpniu 2005.
18 stycznia 2012 poinformowała o przyjęciu zaręczyn Jamesa Toselanda. Pobrali się 1 września 2012 w Królewskich Ogrodach Botanicznych w Kew w Londynie. Ma syna Sandro (ur. 2022).

## Dyskografia
- Call Off the Search (2003)
- Piece by Piece (2005)
- Pictures (2007)
- The House (2010)
- Secret Symphony (2012)
- Ketevan (2013)
- In Winter (2016)
- Album No. 8 (2020)
- Love & Money (2023)

## Filmografia

### Ścieżka dźwiękowa
| Rok  | Film         | Piosenka                                    |
| ---- | ------------ | ------------------------------------------- |
| 2005 | Jak w niebie | „Just Like Heaven”                          |
| 2006 | Mía Sarah    | „Call off the Search”, „Tiger in the Night” |
| 2006 | Miss Potter  | „When You Taught Me How to Dance”           |
| 2007 | Nancy Drew   | „Looking for Clues”                         |
| 2009 | Faintheart   | „Toy Collection”                            |
| 2010 | Turysta      | „No Fear of Heights”                        |
| 2024 | Chłopi       | "End of Summer"                             |

### Gra aktorska
| Rok  | Film       | Rola               |
| ---- | ---------- | ------------------ |
| 2007 | Grindhouse | Świadek morderstwa |

## Nagrody
| Rok  | Ceremonia      | Kategoria                      | Wynik     |
| ---- | -------------- | ------------------------------ | --------- |
| 2007 | Echo Award     | Najlepsza zagraniczna artystka | Wygrana   |
| 2007 | Goldene Kamera | Zagraniczny Pop                | Wygrana   |
| 2006 | Brit Awards    | Najlepsza brytyjska artystka   | Nominacja |
| 2006 | Brit Awards    | Best Pop Act                   | Nominacja |
| 2006 | Echo Award     | Najlepsza zagraniczna artystka | Nominacja |
| 2005 | Echo Award     | Najlepszy zagraniczny debiut   | Wygrana   |